# Académie militaire

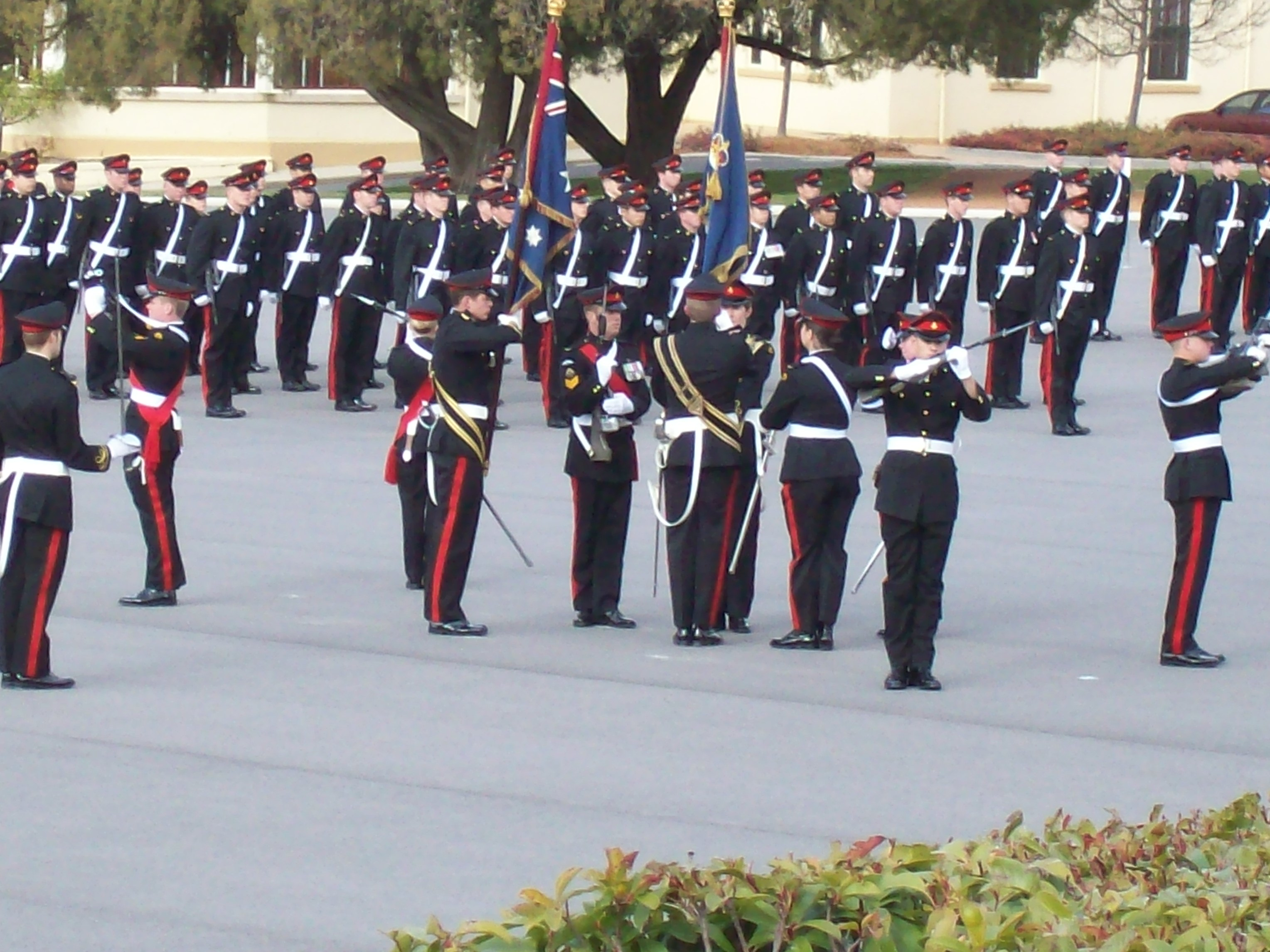
Défilé de remise des diplômes du Collège militaire royal de Duntroon.

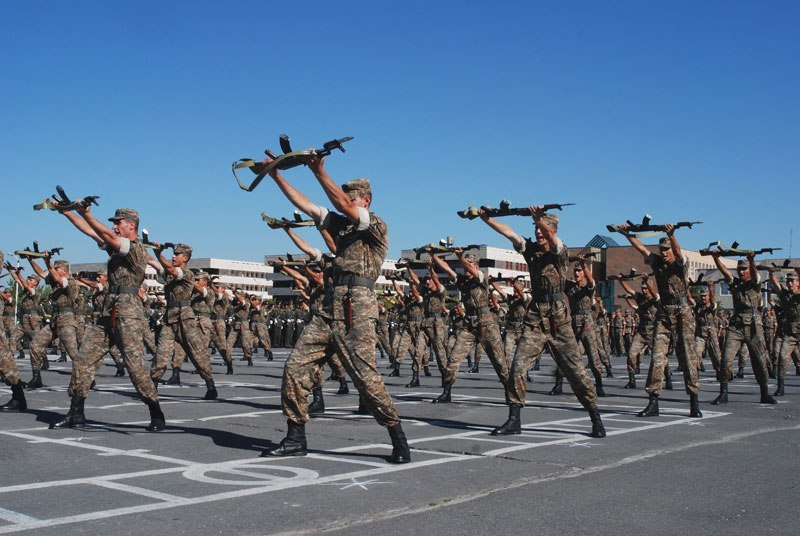
Soldats arméniens à l'Université militaire de Vazgen Sargsyan en 2013.

Une académie militaire ou académie de service est un établissement d'enseignement qui prépare les candidats au service dans le corps des officiers. Il dispense normalement un enseignement dans un environnement militaire, la définition exacte dépendant du pays concerné.
Il existe trois types d'académies : les établissements de niveau pré-collégial délivrant des diplômes universitaires, les établissements de niveau universitaire délivrant des diplômes de niveau baccalauréat et ceux préparant les élèves-officiers à être intégrés dans les forces armées de l'État.
Une académie navale est soit un type d'académie militaire pour la marine. Aux États-Unis, l'armée, la marine marchande, la marine, la garde côtière et l'académie de l'armée de l'air servent d'académies militaires dans la catégorisation des académies de service dans ce pays.

## Histoire
Les premières académies militaires ont été créées au XVIIIe siècle pour fournir aux futurs officiers des corps techniquement spécialisés, comme le génie militaire et l'artillerie, une formation scientifique.
L'Académie militaire italienne a été inaugurée à Turin le 1er janvier 1678 sous le nom d'Académie royale de Savoie, ce qui en fait la plus ancienne académie militaire existante. L' Académie navale royale danoise a été créée en 1701. L'Académie royale militaire de Woolwich a été créée en 1741, après un faux départ en 1720 en raison d'un manque de fonds, comme la première académie militaire de Grande-Bretagne. Son objectif initial était de former les cadets entrant dans la Royal Artillery et les Royal Engineers. En France, l'École Royale du Génie de Mézières est fondée en 1748, suivie d'une académie non technique en 1751, l' École Royale Militaire offrant un enseignement militaire général à la noblesse. Les académies militaires françaises furent largement copiées en Prusse, en Autriche et en Russie. L'Académie militaire norvégienne d'Oslo forme les officiers de l'Armée norvégienne. L'académie a été créée en 1750 et est la plus ancienne institution d'enseignement supérieur de Norvège.
Au tournant du siècle, sous l'impulsion des guerres napoléoniennes et de la tension que subissent ensuite les armées européennes, des académies militaires pour la formation des officiers commissionnés de l'armée furent créées dans la plupart des pays combattants. Ces écoles militaires avaient deux fonctions : former les officiers en service aux fonctions d'officier d'état-major efficace et scolariser les jeunes avant qu'ils n'obtiennent une commission d'officier. La Kriegsakademie en Prusse a été fondée en 1801 et l'École spéciale militaire de Saint-Cyr a été créée sur ordre de Napoléon Bonaparte en 1802 en remplacement de l'École Royale Militaire de l' Ancien Régime (l'institution dont Napoléon lui-même était diplômé).
Le Collège militaire royal de Sandhurst, en Angleterre, est le fruit de l'imagination de John Le Marchant en 1801, qui créa des écoles pour l'instruction militaire des officiers à High Wycombe et Great Marlow, grâce à une subvention de 30 000 £ du Parlement. Les deux départements d'origine ont ensuite été regroupés et transférés à Sandhurst.
Aux États-Unis, l' Académie militaire des États-Unis (USMA) de West Point, dans l'État de New York, a été fondée le 16 mars 1802 et est l'une des cinq académies militaires du pays.

## Types

### Institutions pré-universitaires
Une école militaire enseigne à des enfants de différents âges (école primaire, collège ou lycée) dans un environnement militaire qui comprend une formation aux aspects militaires, comme l'exercice militaire. De nombreuses écoles militaires sont également des internats, et d’autres sont simplement des écoles magnétiques dans un système scolaire plus vaste. Beaucoup sont des établissements privés, bien que certains soient publics et gérés soit par un système scolaire public (comme les écoles publiques de Chicago), soit par un État.

### Institutions pour adultes
Une académie militaire de niveau collégial est un institut d’enseignement supérieur dans le domaine militaire. Il fait partie d’un système plus vaste d’établissements d’enseignement et de formation militaires. L'objectif éducatif principal des académies militaires est de fournir un enseignement de haute qualité comprenant des cours et une formation importants dans les domaines de la tactique militaire et de la stratégie militaire. Le nombre de cours non militaires varie à la fois selon l'institution et le pays, de même que le nombre d'expériences militaires pratiques acquises varie également.
Les académies militaires peuvent ou non délivrer des diplômes universitaires. Aux États-Unis, les diplômés ont un domaine d'études majeur et obtiennent un baccalauréat dans cette matière, comme dans d'autres universités. Cependant, dans les académies britanniques, le diplômé n'obtient pas de diplôme universitaire, puisque la totalité du cursus d'un an (effectué principalement mais pas exclusivement par des diplômés universitaires) est consacré à la formation militaire.

Il existe deux types d'académies militaires : nationales (gérées par le gouvernement) et publiques/privées.
- Les diplômés des académies nationales sont généralement nommés officiers dans l'armée du pays. Les nouveaux officiers ont généralement l’obligation de servir pendant un certain nombre d’années. Dans certains pays (par exemple la Grande-Bretagne), tous les officiers militaires sont formés dans l'académie appropriée, alors que dans d'autres (par exemple les États-Unis), seul un pourcentage le fait et les académies militaires sont considérées comme des institutions qui fournissent des officiers spécifiques à un service au sein des forces (environ 15 pour cent des officiers militaires américains).
- Les diplômés des écoles publiques ou privées ne sont pas obligés de s'engager dans l'armée après l'obtention de leur diplôme, même si certaines écoles ont un taux élevé de service militaire des diplômés. Aujourd’hui, la plupart de ces écoles se sont éloignées de leurs racines militaires et accueillent désormais des étudiants militaires et civils. La seule exception aux États-Unis est l’Institut militaire de Virginie, qui reste entièrement militaire.

## Albanie
- Académie des Forces Armées

## Angola
- Académie militaire de l'armée
- Académie nationale de l'armée de l'air
- Académie Navale

## Argentine
Armée argentine :

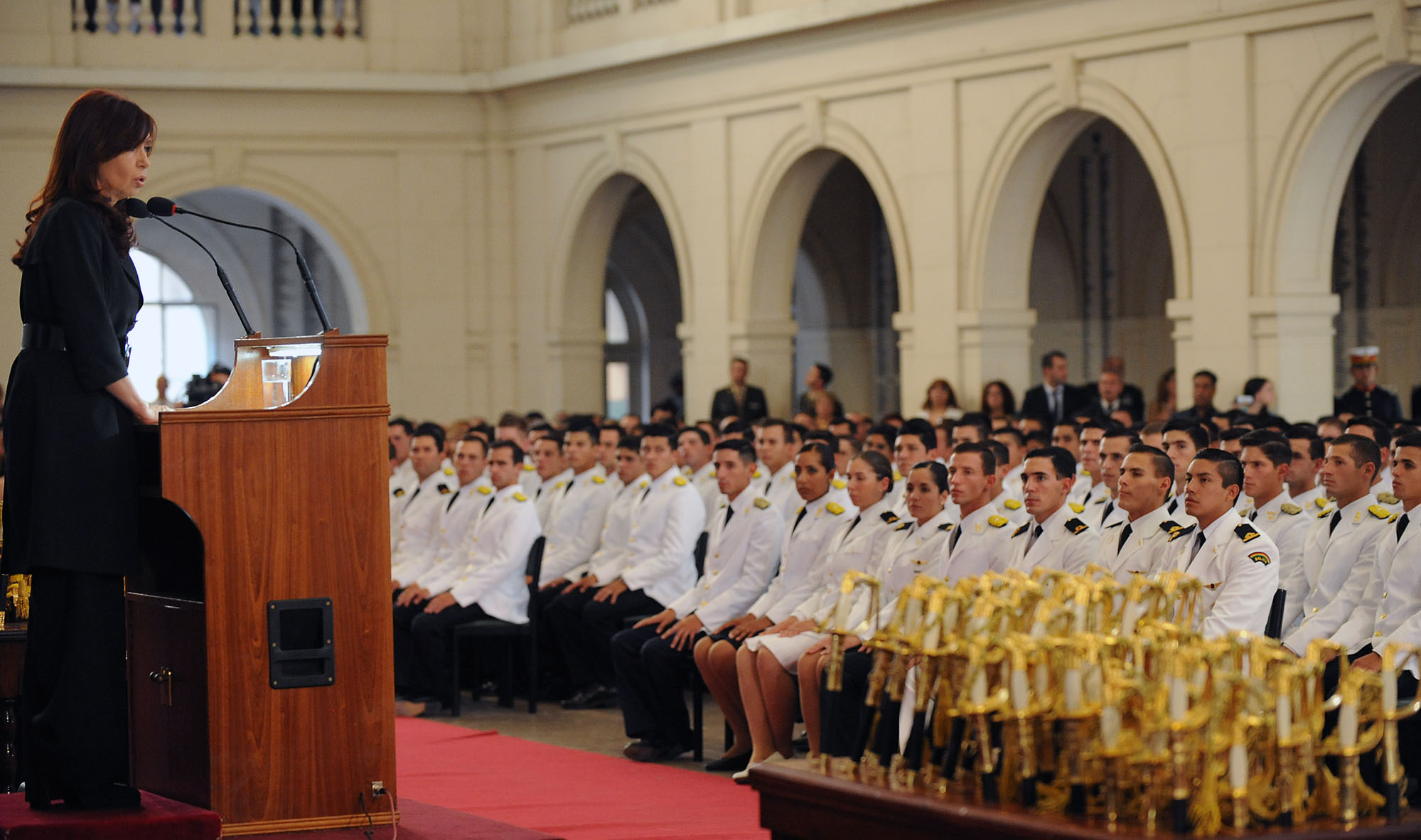
Cristina Fernández de Kirchner s'adresse à la classe de 2010 du Collège militaire national d'Argentine.

- Colegio Militar de la Nación (Collège militaire national), à El Palomar (banlieue nord-ouest de Buenos Aires)

Marine argentine :
- Escuela Naval Militar (École militaire navale), à Río Santiago (à Ensenada, près de La Plata)

Force aérienne argentine :
- Escuela de Aviación Militar (École d'aviation militaire), dans la ville de Córdoba

## Arménie
- Université de recherche sur la défense nationale
- Institut militaire Vazgen Sargsyan
- Université d'aviation militaire d'Armenak Khanperyants

## Australie
- Académie militaire d'Australie
- Collège naval royal australien

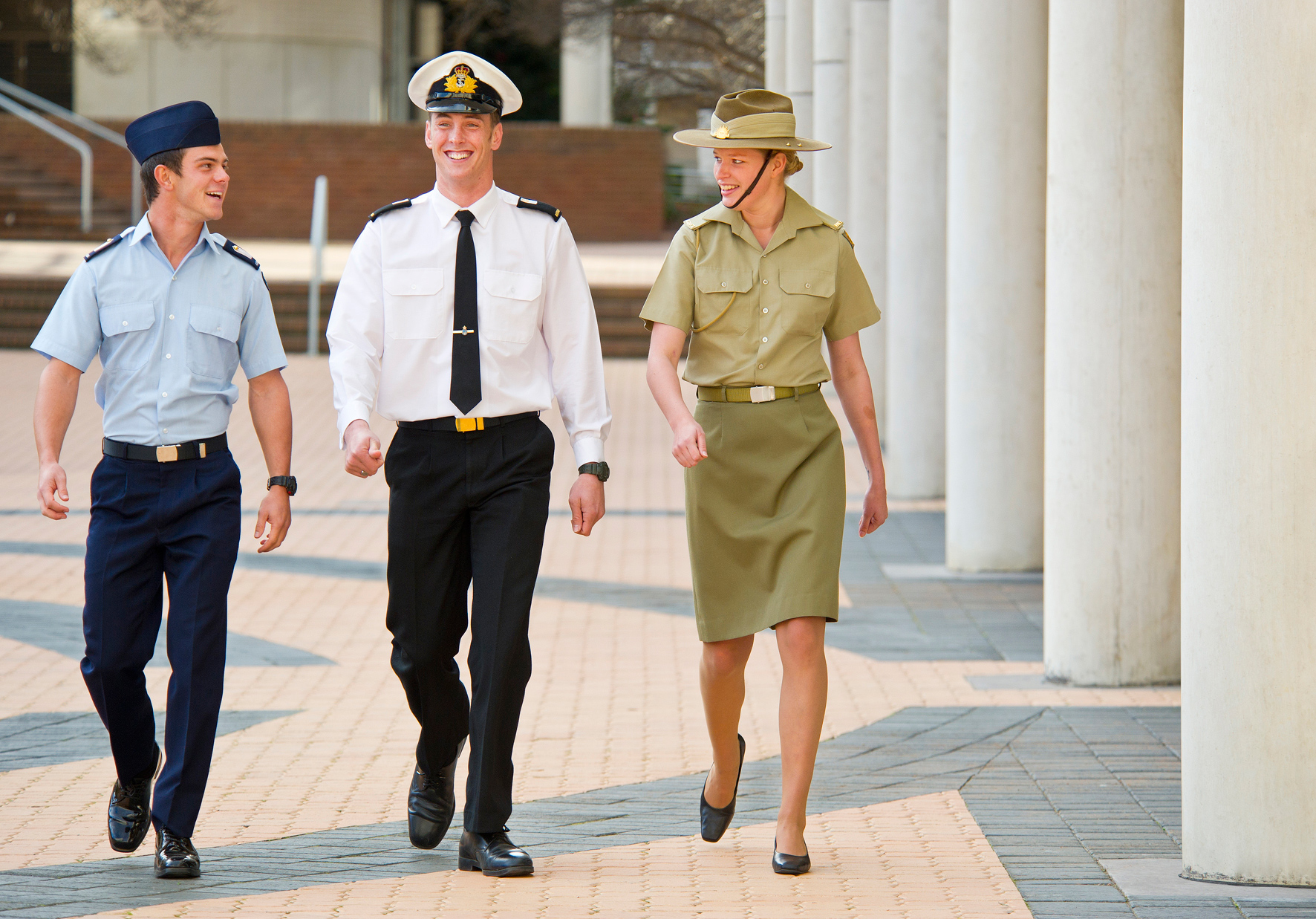
L' Académie des forces de défense australiennes est un collège militaire interarmées des trois services créé en 1986.

- Collège militaire royal de Duntroon
- École de formation des officiers de la RAAF

## Autriche
- Académie militaire thérésienne
- Académie de protection des données du Land

## Azerbaïdjan
- Collège militaire des forces armées azerbaïdjanaises
- Académie militaire supérieure d'Azerbaïdjan

## Bangladesh
- Académie militaire du Bangladesh
- Académie navale du Bangladesh
- Académie de l'armée de l'air du Bangladesh

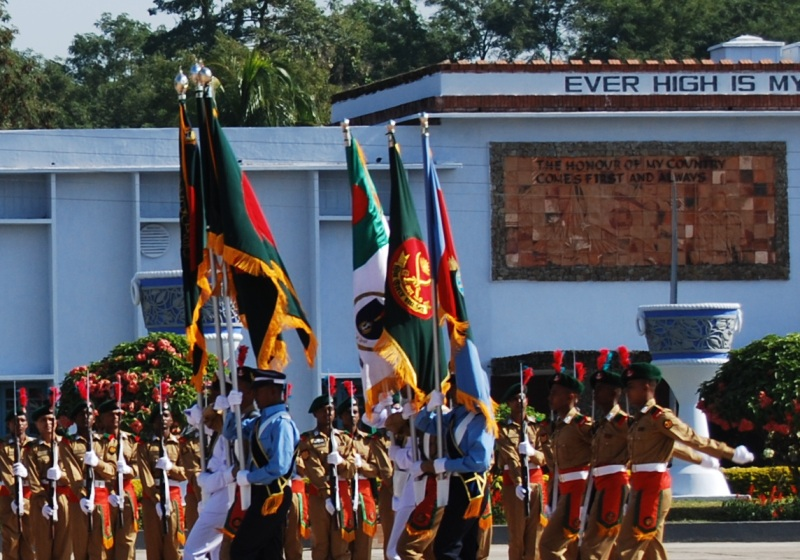
Contingent de couleurs de l'Académie militaire du Bangladesh, un institut de formation pour les officiers de l' Armée du Bangladesh.

- Collège médical des forces armées [4] (AFMC), Airport Road, Dhaka

## Biélorussie
- Académie militaire de Biélorussie
- Institut des services de garde-frontières de Biélorussie
- Académie du Ministère de l'Intérieur de la République de Biélorussie

## Belgique
- Académie Royale Militaire (Belgique)

## Bolivie
- Collège militaire de Bolivie (Colegio Militar del Ejército de Bolivia) [5]
- Académie Navale Militaire Bolivienne
- Académie de l'Armée de l'Air Bolivienne

## Brésil

### Éducation de base
(offre une éducation aux valeurs militaires pour les élèves civils du primaire et du secondaire)

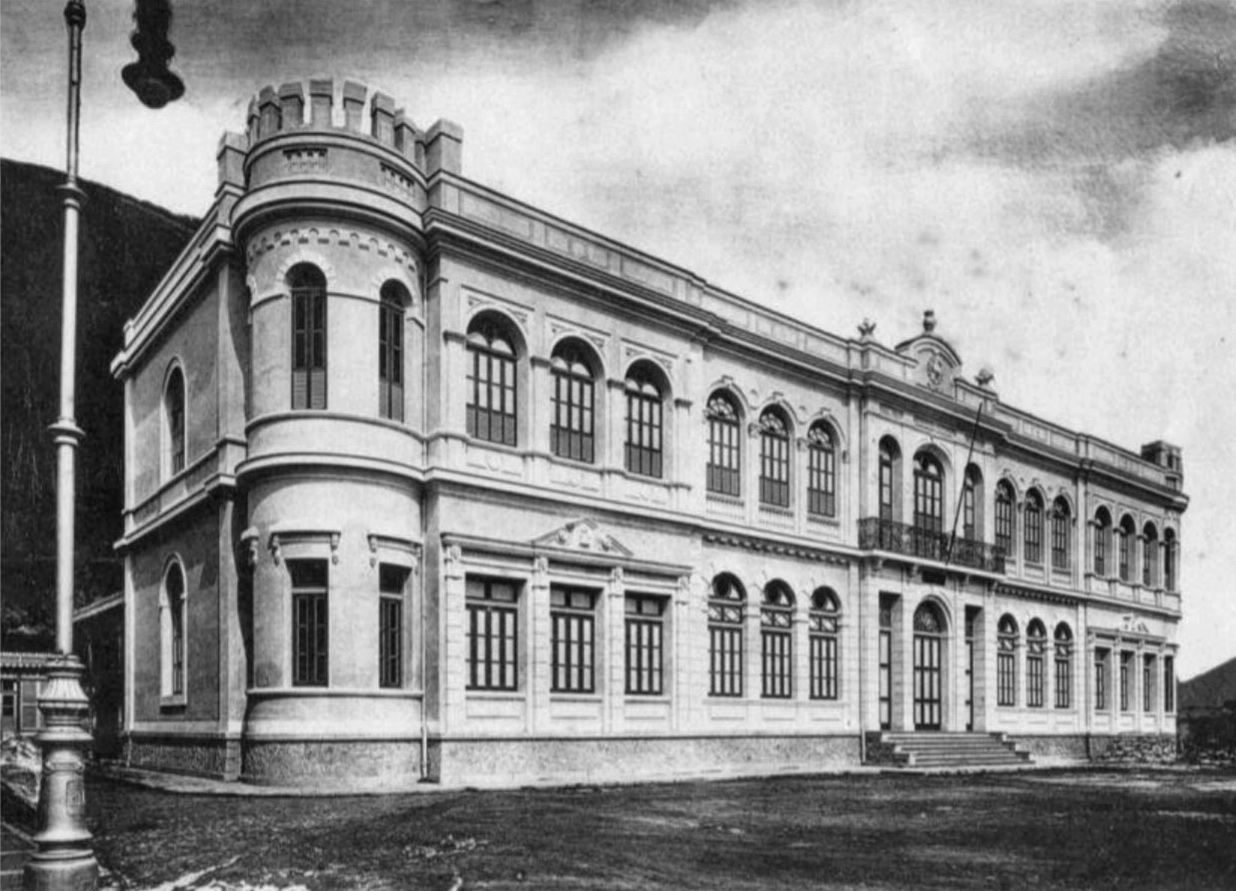
Collège militaire de Rio de Janeiro.

Armée brésilienne :
- Sistema Colégio Militar do Brasil (pt) (SCMB)[6] (Military High School of Brazil System)
  - Colégio Militar de Belém (pt) (CMBel) (Military High School of Belém)
  - Colégio Militar de Belo Horizonte (pt) (CMBH) (Military High School of Belo Horizonte)
  - Collège militaire de Brasilia (CMB) (Military High School of Brasília)
  - Colégio Militar de Campo Grande (pt) (CMCG) (Military High School of Campo Grande)
  - Colégio Militar de Curitiba (pt) (CMC) (Military High School of Curitiba)
  - Colégio Militar de Fortaleza (pt) (CMF) (Military High School of Fortaleza)
  - Colégio Militar de Juiz de Fora (pt) (CMJF) (Military High School of Juiz de Fora)
  - Colégio Militar de Manaus (pt) (CMM) (Military High School of Manaus)
  - Colégio Militar de Porto Alegre (pt) (CMPA) (Military High School of Porto Alegre)
  - Colégio Militar do Recife (pt) (CMR) (Military High School of Recife)
  - Colégio Militar do Rio de Janeiro (pt) (CMRJ) (Military High School of Rio de Janeiro)
  - Colégio Militar de Salvador (pt) (CMS) (Military High School of Salvador)
  - Colégio Militar de Santa Maria (pt) (CMSM) (Military High School of Santa Maria)
  - Colégio Militar de São Paulo (CMSP) (Military High School of São Paulo)

### Écoles préparatoires
(prépare les étudiants à l'admission dans l'une des académies de formation officielles)
Armée brésilienne :

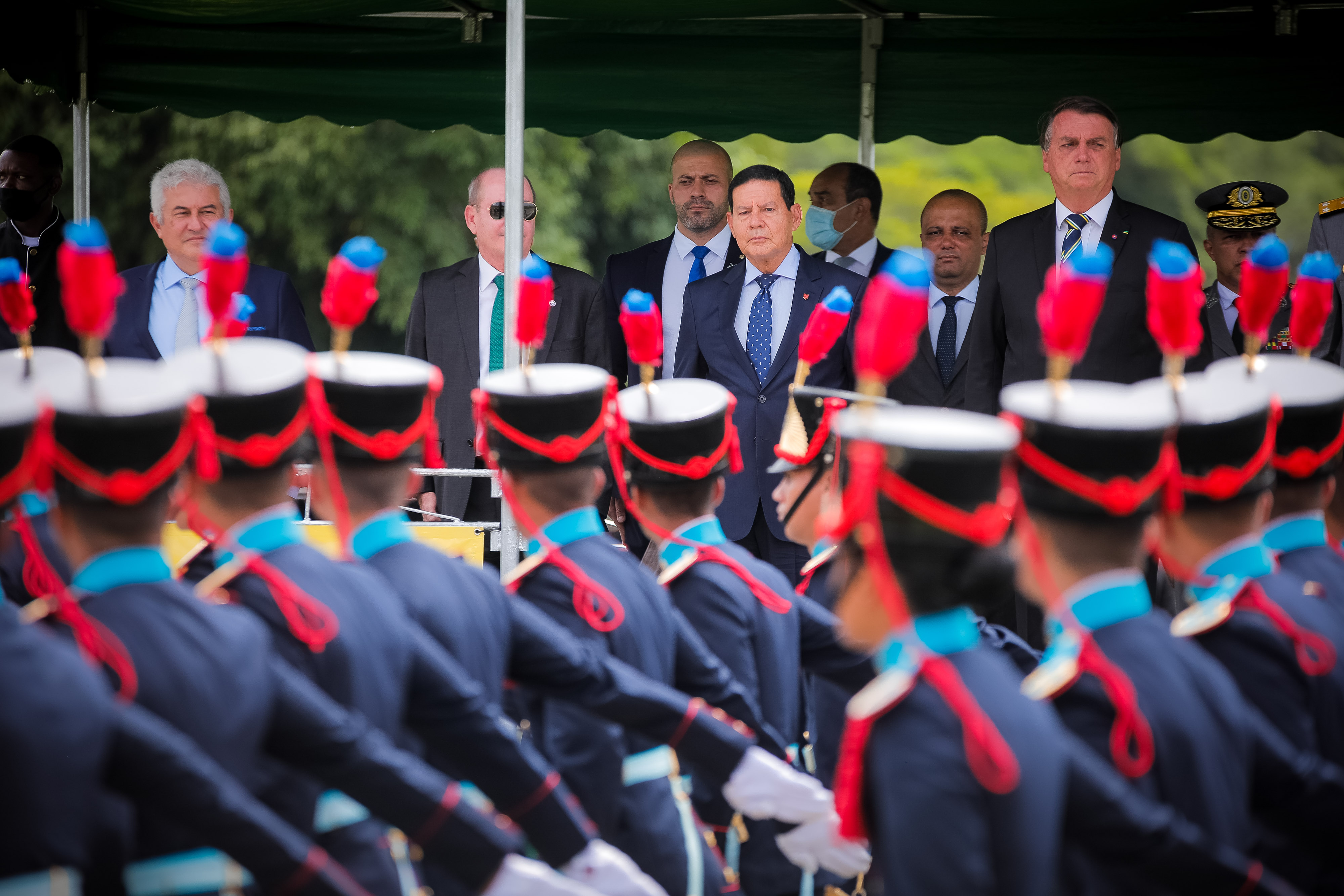
Académie militaire des Agulhas Negras.

- Escola Preparatória de Cadetes do Exército (EsPCEx) (École préparatoire des cadets de l'Armée)

Marine du Brésil :
- Colégio Naval (pt) (CN) (Collège Naval)

Force aérienne brésilienne :
- Escola Preparatória de Cadetes do Ar (pt) (EPCAR) (École préparatoire des cadets de l'Air)

### Formation des marins et des soldats fusiliers marins
Marine du Brésil :

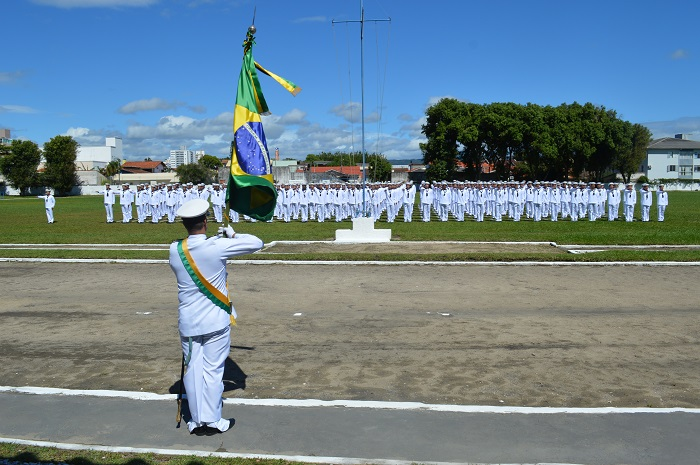
École des Apprentis-Marins de Santa Catarina.

- Centro de Instrução Almirante Milcíades Portela Alves (CIAMPA) (Centre d'instruction de l'amiral Milcíades Portela Alves)
- Centro de Instrução e Adestramento de Brasília (CIAB) (Centre d'instruction et de formation de Brasília)
- Escolas de Aprendizes-Marinheiros do Brasil (pt) (EAM) (École des Apprentis-Marins)
  - Escola de Aprendizes-Marinheiros do Ceará (pt) (EAMCE) (École d'Apprentis-Marins du Ceará)
  - Escola de Aprendizes-Marinheiros do Espírito Santo (pt) (EAMES) (École d'Apprentis-Marins d'Espirito Santo)
  - Escola de Aprendizes-Marinheiros de Pernambuco (pt) (EAMPE) (École d'Apprentis-Marins de Pernambuco)
  - Escola de Aprendizes-Marinheiros de Santa Catarina (pt) (EAMSC) (École d'apprentis marins de Santa Catarina)

### Formation des sergents
Armée brésilienne :

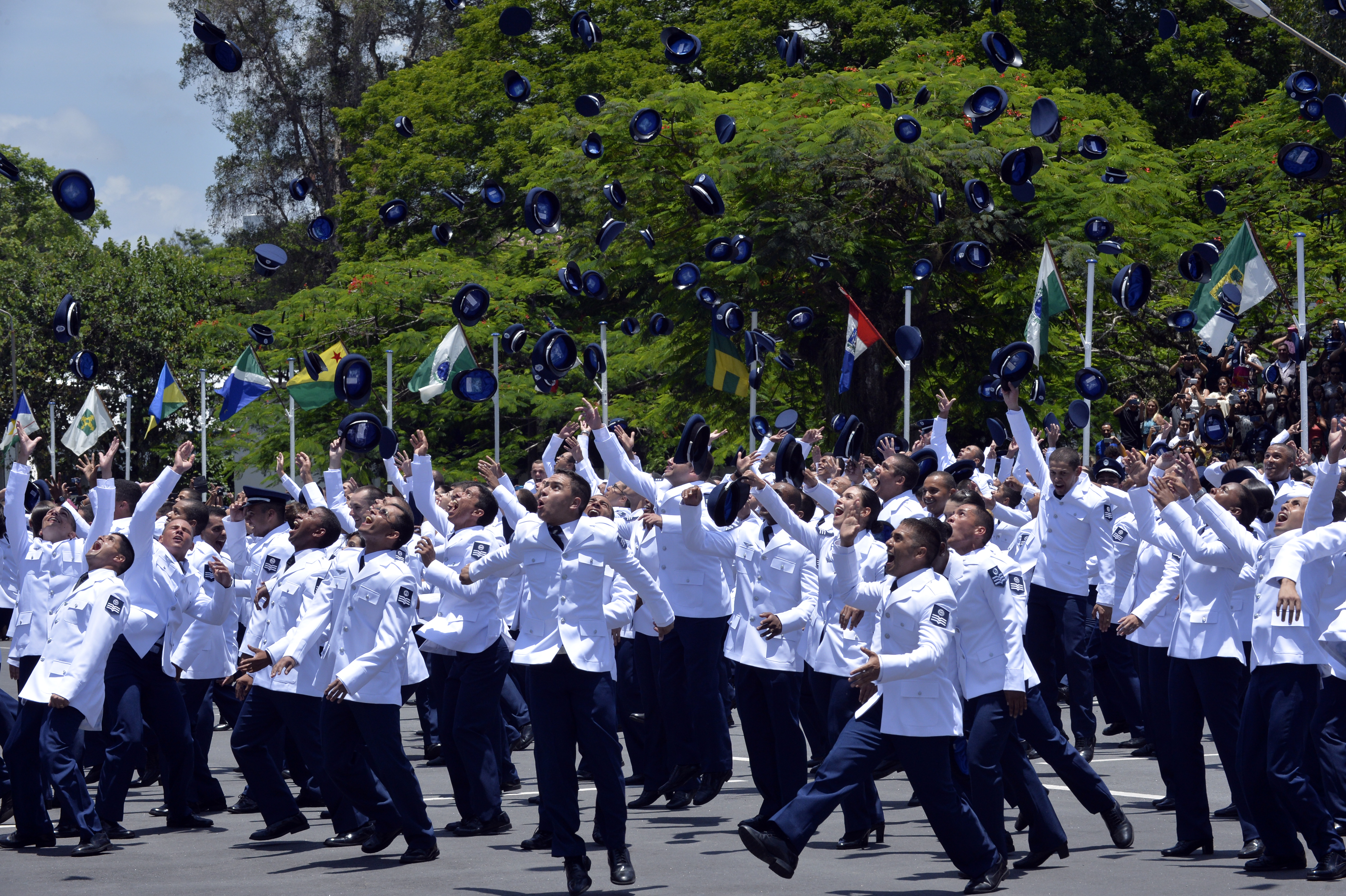
Escola de spécialistes de l'aéronautique.

- Escola de Sargento das Armas (ESA) (École de Sergents d'armes)
- Escola de Sargentos de Logística (pt) (EsSLog) (École des Sergents de Logistique)
- Centro de Instrução de Aviação do Exército (pt) (CiAvEx) (Centre d'instruction de l'aviation de l'armée)

Marine du Brésil :
- Centro de Instrução Almirante Alexandrino (CIAA) (Centre d'instruction de l'amiral Alexandrino)
- Centro de Instrução Almirante Sylvio de Camargo (CIASC) (Centre d'instruction de l'amiral Sylvio de Camargo)

Force aérienne brésilienne :
- Escola de Especialistas da Aeronáutica (pt) (EEAR) (École des spécialistes de l'aéronautique)

### Formation des officiers

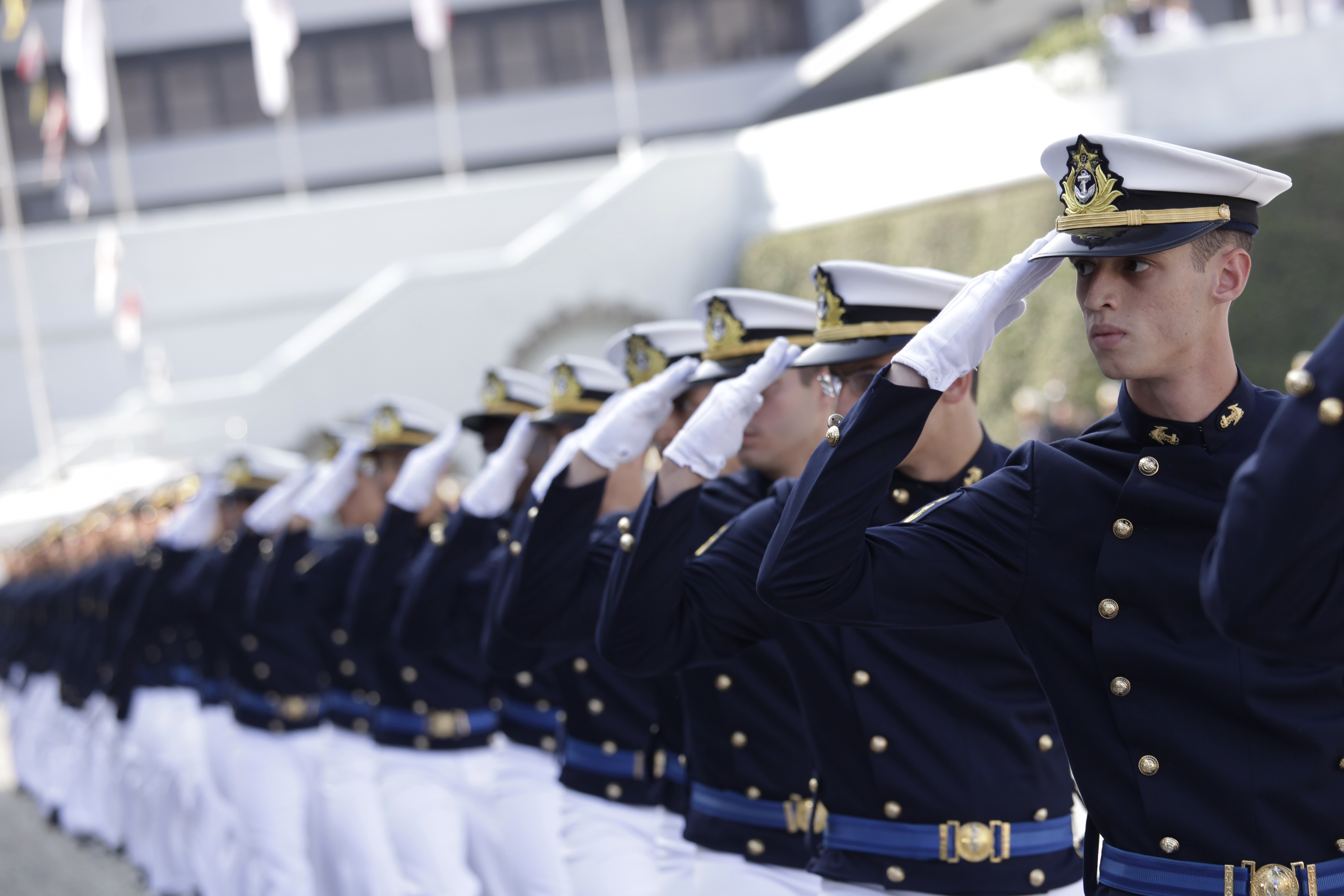
École Navale.

## Vietnam
- Académie de défense nationale du Vietnam à Hanoi, Vietnam
- Université technique Lê Quý Đôn à Hanoï, Vietnam
- Académie navale du Vietnam à Nha Trang, province de Khánh Hòa, Vietnam

## Zimbabwe
- Université de la Défense nationale du Zimbabwe